# 1978년 10월 콘클라베

사도좌 공석 상태에 있는 동안에 사용되는 성좌의 문장

1978년 10월 콘클라베는 제264대 교황을 선출하기 위해 진행된 콘클라베이다. 제263대 교황 요한 바오로 1세가 1978년 9월 28일에 선종한 이후에 새 교황을 선출하기 위해 진행된 선거이며 바티칸 시국에 있는 사도 궁전과 시스티나 성당에서 진행되었다.
1978년 10월 14일부터 10월 16일까지 사흘에 걸쳐 8차례 투표가 진행되었으며 전 세계 80세 이하 추기경 111명이 투표에 참가하였다. 폴란드의 추기경이자 크라쿠프의 대교구장인 카롤 보이티와가 새 교황으로 선출되었으며 교황 이름은 요한 바오로 2세로 명명되었다.

## 추기경단
- 투표에 참가한 추기경: 111명

### 대륙별 추기경 분포
- 이탈리아 추기경: 25명
- 기타 유럽 국가 추기경: 30명
- 북아메리카 국가 추기경: 12명
- 남아메리카 국가 추기경: 19명
- 아프리카 국가 추기경: 12명
- 아시아 국가 추기경: 9명
- 중동 국가 추기경: 0명
- 오세아니아 국가 추기경: 4명

### 출신 국가별 추기경 분포
- 25명: 이탈리아
- 9명: 미국
- 7명: 프랑스
- 6명: 브라질
- 5명: 독일
- 4명: 스페인
- 3명: 아르헨티나, 캐나다
- 2명: 네덜란드, 벨기에, 알제리, 영국, 오스트레일리아, 오스트리아, 인도, 포르투갈, 폴란드, 필리핀
- 1명: 과테말라, 나이아가라, 남아프리카 공화국, 뉴질랜드, 대한민국, 도미니카 공화국, 마다가스카르, 멕시코, 베네수엘라, 베냉, 볼리비아, 사모아, 세네갈, 스리랑카, 에콰도르, 오트볼타, 우간다, 유고슬라비아, 이집트, 인도네시아, 자이르, 체코슬로바키아, 칠레, 케냐, 콜롬비아, 탄자니아, 파키스탄, 페루, 푸에르토리코, 헝가리

## 주요 인사
- 수석 추기경: 카를로 콘팔로니에리 (Carlo Confalonieri, 이탈리아)
- 보조 추기경: 파올로 마렐라 (Paolo Marella, 이탈리아)
- 교황 궁무처장: 장마리 빌로 (Jean-Marie Villot, 프랑스)
- 수석 사제: 요제프 프링스 (Josef Frings, 독일)
- 수석 부제: 페리클레 펠리치 (Pericle Felici, 이탈리아)